# アシュミット・パテル
アシュミット・パテル（Ashmit Patel、1978年1月13日 - ）は、インドの俳優。

## 経歴
アシュミットは女優でモデルのアミーシャ・パテルの弟であり、ムンバイの議会委員長である弁護士で政治家のラジニ・パテル (en) の孫である。アシュミットの出生名は、母親の名前アシュの最初の3文字と父親の名前ミットの最後の3文字を混ぜたものである。
ムンバイの大聖堂ジョン・コンノン・スクールで学び、その後、アメリカ合衆国のテキサス大学オースティン校で学び、2000年にビジネスの学士号を取得した。